# 野良犬 (1929年の映画)
『野良犬』（のらいぬ）は、1929年（昭和4年）製作・公開、悪麗之助監督による日本の長編劇映画、サイレント映画時代の剣戟映画である。

## 略歴・概要
『野良犬』という日本語タイトルを持つ映画は、黒澤明監督の『野良犬』を含めて5作存在するが、歴史上初めて同タイトルをもった作品であり、唯一のサイレント映画である。悪麗之助が市川右太衛門が主宰する市川右太衛門プロダクションで初めて監督した作品であり、同社で撮った作品は同年の『冷眼』との2本きりである。
本作の上映用プリントは、現在、東京国立近代美術館フィルムセンターにも、マツダ映画社にも所蔵されていない。現存しないとされる映画を中心に、玩具映画を発掘・復元する大阪藝術大学のリストにも存在しない。現状、観賞することの不可能な作品である。

## スタッフ・作品データ
- 監督・原作・脚色 : 悪麗之助
- 撮影 : 石川東橘

- 製作 : 市川右太衛門プロダクション
- 上映時間（巻数 / メートル） : 78分[6]（8巻 / 2,438メートル）
- フォーマット : 白黒映画 - スタンダードサイズ（1.33:1） - サイレント映画
- 初回興行 : 浅草・観音劇場

## キャスト
- 市川右太衛門
- 高堂国典
- 五味国枝
- 吉野露子

## 註
1. ↑  「野良犬」検索結果、日本映画データベース、2010年2月15日閲覧。
2. ↑  悪麗之助、日本映画データベース、2010年2月15日閲覧。
3. ↑  所蔵映画フィルム検索システム、東京国立近代美術館フィルムセンター、2010年2月15日閲覧。
4. ↑  主な所蔵リスト 劇映画＝邦画篇、マツダ映画社、2010年2月15日閲覧。
5. ↑  玩具映画フィルム・リスト、大阪藝術大学、2010年2月15日閲覧。
6. ↑  Film Calculator換算結果、コダック、2010年2月15日閲覧。